# 沈孟化
沈孟化（1541年—？），字叔順，號观瀛，福建永定縣人，明朝政治人物。

## 生平
嘉靖四十年（1561年）辛酉科福建鄉試舉人，隆慶五年（1571年）辛未科貢士，因丁外艱回籍。萬曆二年（1574年）甲戌科補應殿試，成三甲二十二名進士，刑部觀政，授江浦縣知縣，縣丞原無城郭，沈孟化节缩千余金，留治筑城。
萬曆七年（1579年）升刑部主事，养病。十三年复除本部，十四年升刑部员外郎、郎中。萬曆十六年（1588年），出任浙江湖州府知府。升任广东副使，二十三年二月升广西布政司右参政。告养老归。二十七年三月补授湖广蕲黄道参政兼佥事。因得罪税监陈奉，二十八年七月降一级，左迁广西副使，三十四年二月升迁本省右江兵备参政。有《一鉴诗集》。

## 家族
曾祖沈仁綱。祖父沈景厚。父沈玉章，县主簿。母林氏。慈侍下。兄孟作、孟似。弟孟伸、孟儀、孟俨、孟脩、孟佐、孟伊。